# Diocèse de Mackenzie-Fort Smith
Pour les articles homonymes, voir Mackenzie et Fort Smith.
Le diocèse de Mackenzie-Fort Smith, dans les Territoires du Nord-Ouest, a été érigé canoniquement le 13 juillet 1967 par le pape Paul VI. Son évêque siège à la cathédrale Saint-Joseph de Yellowknife. Ce diocèse est suffragant de l'archidiocèse de Grouard-McLennan.
Ce territoire avait d'abord été érigé en vicariat apostolique du Mackenzie le 3 juillet 1901. Il cède des terres pour créer le vicariat apostolique de Yukon-Prince Rupert en 1908. Les quatre premiers vicaires et évêques successifs étaient tous membres des Oblats de Marie-Immaculée.
Il y avait 12 000 catholiques en 1950 dans ce diocèse de 1 523 400 km². En 2021, ils sont 24 340, soit 50 % de la population totale. Sept prêtres portent leur ministère dans dix-huit paroisses. Cinq religieux et six religieuses résident dans ce diocèse du Grand Nord.

Emplacement du diocèse.

## Vicaires apostoliques et évêques
- Gabriel-Joseph-Elie Breynat (1901 - 1943)
- Joseph-Maria Trocellier (1943 - 1958)
- Paul Piché (1959 - 1986)
- Denis Croteau (1986 - 2008)
- Murray Chatlain (2008 - 2012) (transfert à Keewatin-Le Pas)
- Mark Hagemoen (2013-2017) (transfert à Saskatoon)
- Jon Hansen (de) (2017- )

### Articles liés
- Archidiocèse de Grouard-McLennan
- Église catholique au Canada
- Conférence des évêques catholiques du Canada